# Information Society
Information Society é uma banda americana com um estilo misto de synth-pop, new wave, rock, techno e freestyle, tendo sido oficialmente formada em finais de 1981 na cidade de Minneapolis com a união de três músicos e amigos de colegial: Paul Robb, Kurt Harland e James Cassidy. Cinco anos mais tarde Amanda Kramer entrou para o grupo, mas saiu dois anos depois.
O grupo recebe influências de vários gêneros musicais, porém com maior destaque para a música eletrônica das discotecas dos anos 1980. 
Tornou-se mundialmente conhecida pelas canções "Running", em 1985, "Repetition" em 1988 e "What's on Your Mind (Pure Energy)".
Entre 1987 e 1988, a banda começou a ganhar maior destaque nos Estados Unidos e Japão, mas especialmente no Brasil, onde o grupo tornou-se um grande sucesso até o desmanche dos membros originais em 1993.
Na novela Deus Nos Acuda, realizada pela Rede Globo, a canção "Cry Baby" fez parte da trilha sonora internacional. A canção "Slipping Away" esteve na trilha de Perigosas Peruas; a música é um dos grandes sucessos do ano de 1992, junto com "Cry Baby". Dois anos antes, em 1990, "Running" havia feito parte da trilha da novela global Gente Fina.
Devido a uma série de desentendimentos entre os três membros, Paul e James saíram da banda em 1993 para construir outras carreiras fora da indústria musical, deixando assim Kurt com os direitos e nome da banda. Ele chegou a fazer um álbum solo em 1997, denominado "Don't Be Afraid".
Em 2006, os velhos integrantes, Paul Robb, Kurt Harland e James Cassidy, discutiram o retorno da banda. Kurt Harland, por motivos pessoais, teve de se desligar do possível retorno do grupo, passando os direitos desta para Paul. Outros dois nomes surgiram então: Christopher Anton e Sonja Myers. O novo grupo, formado por Paul, James, Christopher e Sonja, veio ao Brasil em agosto de 2006 para um show de flash-back e anunciou um álbum para 2007.
Em 2009, fizeram shows com a formação original pelo Brasil, como em Belo Horizonte, São Paulo e Rio de Janeiro, além de participar dos programas de Hebe no SBT e Domingão do Faustão, na Rede Globo.
Em 2012, realizam breve turnê pelo Brasil.
Em 2014, voltam novamente ao Brasil com a formação original para mais 3 shows, um em Campinas, Rio de Janeiro, Volta Redonda e em Cuiabá, sendo bem aceitos pelo público.
Em 2019, voltam mais uma vez ao Brasil, desta vez tocando também em Sorocaba (São Paulo) no dia 21 de setembro.